# 1929 w filmie
Wydarzenia filmowe w 1929 roku.

## Wydarzenia
- 16 maja – po raz pierwszy przyznano Nagrody Akademii Filmowej, czyli Oscary (w 12 kategoriach).

## Premiery

### Filmy polskie
- 8 stycznia – W lasach polskich
- 15 lutego – Tajemnica skrzynki pocztowej
- 25 marca – Człowiek o błękitnej duszy
- 30 marca – Policmajster Tagiejew
- 6 maja – Z ramion w ramiona
- 10 maja – Magdalena
- 7 lipca – Ponad śnieg
- 31 sierpnia – Dziewiąta dwadzieścia pięć
- 2 października – Mocny człowiek – reż. Henryk Szaro, wyk. Grzegorz Chmara i Jan Kurnakowicz
- 12 października – Pod banderą miłości – reż. Michał Waszyński
- 17 października – Grzeszna miłość
- 25 października – Z dnia na dzień
- 16 listopada – Szlakiem hańby – reż. Mieczysław Krawicz i Alfred Niemirski, wyk. Maria Malicka, Zofia Batycka i Seweryna Broniszówna
- 22 listopada – Kobieta, która grzechu pragnie
- 5 grudnia – Panienka z chmur
- 25 grudnia – Pierwsza miłość Kościuszki

### Filmy zagraniczne
- Szantaż (reż. Alfred Hitchcock)
- On with the Show!

## Nagrody filmowe
- Oskary
  - Najlepszy film – Melodia Broadwayu
  - Najlepszy aktor – Warner Baxter (W starej Arizonie)
  - Najlepsza aktorka – Mary Pickford (Kokietka)
  - Wszystkie kategorie: 2. ceremonia wręczenia Oscarów

## Urodzili się
- 1 stycznia:
  - Zbigniew Nienacki, polski scenarzysta i dialogista (zm. 1994)
  - Włodzimierz Brudz, polski konsultant filmowy (zm. 1986)
- 2 stycznia – Barbara Marszel, polska aktorka (zm. 1988)
- 3 stycznia – Sergio Leone, włoski reżyser (zm. 1989)
- 31 stycznia – Jean Simmons, aktorka (zm. 2010)
- 6 lutego – Pierre Brice, francuski aktor (zm. 2015)
- 10 lutego – Jerry Goldsmith, kompozytor (zm. 2004)
- 14 lutego – Roman Kłosowski, polski aktor (zm. 2018)
- 16 lutego – Kazimierz Kutz, polski reżyser (zm. 2018)
- 17 lutego – Patricia Routledge, brytyjska aktorka
- 28 lutego – Halina Kosznik-Makuszewska, polska aktorka (zm. 2006)
- 22 marca – P. Ramlee, malezyjski aktor (zm. 1973)
- 18 kwietnia – Marie Tomášová, czeska aktorka
- 1 maja – Stanisław Mikulski, polski aktor (zm. 2014)
- 4 maja – Audrey Hepburn, brytyjska aktorka (zm. 1993)
- 28 maja – Leszek Herdegen, polski aktor (zm. 1980)
- 1 czerwca  – Witold Zarychta, polski aktor (zm. 2017)
- 12 sierpnia – Jōji Yuasa, japoński kompozytor (zm. 2024)
- 13 sierpnia – Mieczysław Waśkowski, polski reżyser (zm. 2001)
- 23 sierpnia – Vera Miles, amerykańska aktorka
- 2 września  – Hal Ashby, amerykański reżyser (zm. 1988)
- 5 września – Mieczysław Stoor, polski aktor (zm. 1973)
- 18 września – Teresa Badzian, polska reżyser i scenarzystka filmów animowanych (zm. 1989)
- 16 października – Fernanda Montenegro, brazylijska aktorka
- 12 listopada – Grace Kelly, amerykańska aktorka (zm. 1982)
- 5 grudnia – Stanisław Bareja, polski reżyser i aktor (zm. 1987)
- 9 grudnia – John Cassavetes, amerykański aktor i reżyser (zm. 1989)

## Czas akcji w filmie
- Pół żartem, pół serio (1959)